# MetaGalaktika 5. (Stanisław Lem regényei és elbeszélései)
A MetaGalaktika 5. (Stanisław Lem regényei és elbeszélései) a Móra Ferenc Könyvkiadó Kozmosz Könyvek sorozatában, 1983-ban kiadott sci-fi antológia. A kötet a lengyel sci-fi-író 2 regényét és 11 elbeszélését tartalmazza.

## A kötetben szereplő írások

### Regények
- A „Legyőzhetetlen”[1] (Niezwyciężony)
- Asztronauták[2] (Astronauci)

### Elbeszélések
- Az Altruizin avagy igaz történet arról, hogyan akarta Jámbori nevezetű remete boldoggá tenni a mindenséget, és mi sült ki ebből (Altruizyna, czyli opowieść prawdziwa o tym, jak pustelnik Dobrycy kosmos uszczęśliwić zapragnął i co z tego wynikło)
- Hogyan maradt meg a világ? (Jak ocalał świat)
- A három kóbor űrlovag (Trzej elektrycerze)
- Vadászat (Polowanie)
- Pirx elbeszélése (Opowiadanie Pirxa)
- Corcoran professzor (Profesor Corcoran)
- Decantor látogatása (Wizytę Decantor)
- Zazul kísérlete (Zazula usiłowanie)
- Molteris találmánya (Wynalazki Molteris)
- Lymphater utolsó képlete (Le système de Lymphater)
- Doktor Diagórász (Doktor Diagoras)